# Base Lago Beaver
La Base Lago Beaver o también Base Montañas Príncipe Carlos - Lago Beaver (en inglés Prince Charles Mountains - Beaver Lake Base) es una estación de investigación de verano de Australia ubicada en el oasis Amery en las estribaciones orientales de las montañas Príncipe Carlos, sobre la costa oeste del lago Beaver en el extremo norte del barranco Pagodroma en la Tierra de Mac. Robertson de la Antártida Oriental.
Fue inaugurada en enero de 1995 y estuvo activa en la temporada 2005-2006. La función de la base es servir de apoyo a las investigaciones en las montañas Príncipe Carlos y en la barrera de hielo Amery. Estas montañas comprenden todas las ubicadas en torno a la barrera de hielo Amery y al glaciar Lambert.
La base consta de cinco cabañas de fibra de vidrio tipo Apple, con capacidad para 10 personas. Se mantiene en ella equipo de camping, raciones de campaña y 5 bidones de 200 litros cada uno de gasolina. El equipo médico de campaña solo está disponible durante la ocupación estival de la base.